# Ламурё, Шарль
Шарль Ламурё (фр. Charles Lamoureux, в ранних русских публикациях Ламуру́; 28 сентября 1834, Бордо — 21 декабря 1899, Париж) — французский дирижёр и скрипач.

## Биография
Начал учиться игре на скрипке в своём родном городе у Ипполита Бодуэна, в 1850 году поступил в Парижскую консерваторию и окончил её в 1854 году по классу скрипки Нарсиса Жирара, изучал также гармонию, контрапункт и теорию музыки под руководством Ж. Тольбека, Э. Леборна, Ш. Шове. Играл первую скрипку в оркестре Парижской оперы.
В 1860 году вместе с Эдуаром Колонном, Адольфом Аданом и Франсуа Эмилем Риньо организовал общество исполнения камерной музыки — этот проект был нацелен на популяризацию малых музыкальных жанров в противовес более привычной для французских слушателей опере, а также на пропаганду немецкой музыки (в частности, в концертах общества прозвучали французские премьеры ряда сочинений Иоганнеса Брамса). С 1872 года второй дирижёр Оркестра концертного общества Парижской консерватории. В 1873—1875 гг. в Париже под управлением Ламурё действовало Общество духовной музыки (фр. Société de l'Harmonie sacrée), основанное по образцу лондонских концертов «Sacred harmonie Society» Майкла Косты и кёльнских концертных программ Фердинанда Хиллера: в концертах общества исполнялись крупные вокально-симфонические произведения — оратории Георга Фридриха Генделя «Мессия» и «Иуда Маккавей», «Страсти по Матфею» Иоганна Себастьяна Баха, произведения современных французских авторов — Амбруаза Тома, Жюля Массне, Шарля Гуно; в 1875 году коллектив Ламурё выступил с двумя концертами в Руане в рамках торжеств в честь столетия Франсуа Буальдьё. В 1876—1878 гг. главный дирижёр парижской Опера-комик, затем дирижировал в Парижской опере (в частности, премьерами опер Гуно «Полиевкт» и Викторена Жонсьера «Королева Берта»).
В 1881 году основал собственный оркестр, сперва под названием «Новые концерты» (фр. Nouveaux Concerts). Наряду с пропагандой новейшей французской музыки (Камиль Сен-Санс, Эдуар Лало, Венсан д’Энди и другие) во главе своего оркестра Ламурё на протяжении многих лет знакомил парижан с творчеством Рихарда Вагнера: в 1887 году под управлением Ламурё прозвучал «Лоэнгрин» (состоялось только первое исполнение, последующие были отменены из-за политического давления), а незадолго до смерти Ламурё дирижировал французской премьерой «Тристана и Изольды». Благодаря лидерским качествам Ламурё среди музыкантов его оркестра в разное время были такие крупные исполнители, как Люсьен Капе, Фирмен Туш, Жозеф Сальмон и Пабло Казальс. В 1892 году Ламурё посетил Санкт-Петербург и дирижировал несколькими симфоническими собраниями Императорского русского музыкального общества — по мнению Н. Ф. Соловьёва, «не особо успешно»; один из рецензентов отмечал, что желание Ламурё, «чтобы и малейшее намерение автора было осязательно осуществлено», приводило к тому, что «в заботах о разработке и оттенке деталей часто теряется общий характер произведения»; в то же время П. И. Чайковский в открытом письме для французской прессы охарактеризовал гастроли Ламурё как весьма успешные. В 1897 году передал руководство оркестром Камилю Шевийяру, женатому на дочери Ламурё Маргарите Виктории (1861—1941), преподавательнице вокала.
Кавалер Ордена Почётного легиона (1879).
Имя дирижёра носит улица (фр. rue Charles-Lamoureux) в XVI округе Парижа.